# Limache
Limache è un comune del Cile della provincia di Marga Marga nella Regione di Valparaíso. Al censimento del 2002 possedeva una popolazione di 39.219 abitanti, con una densità di popolazione di 133,49 ab/km².

## Toponimo
L'origine del nome Limache non si sa con certezza, però esistono due ipotesi del significato. Secondo Benjamín Vicuña Mackenna, il nome di Limache proviene da "li" che significa masso (in mapudungun) e "machi" che significa stregone. Secondo l'altra ipotesi, Francisco Antonio Encina suggerisce che Limache significa gente di Lima.

## Amministrazione

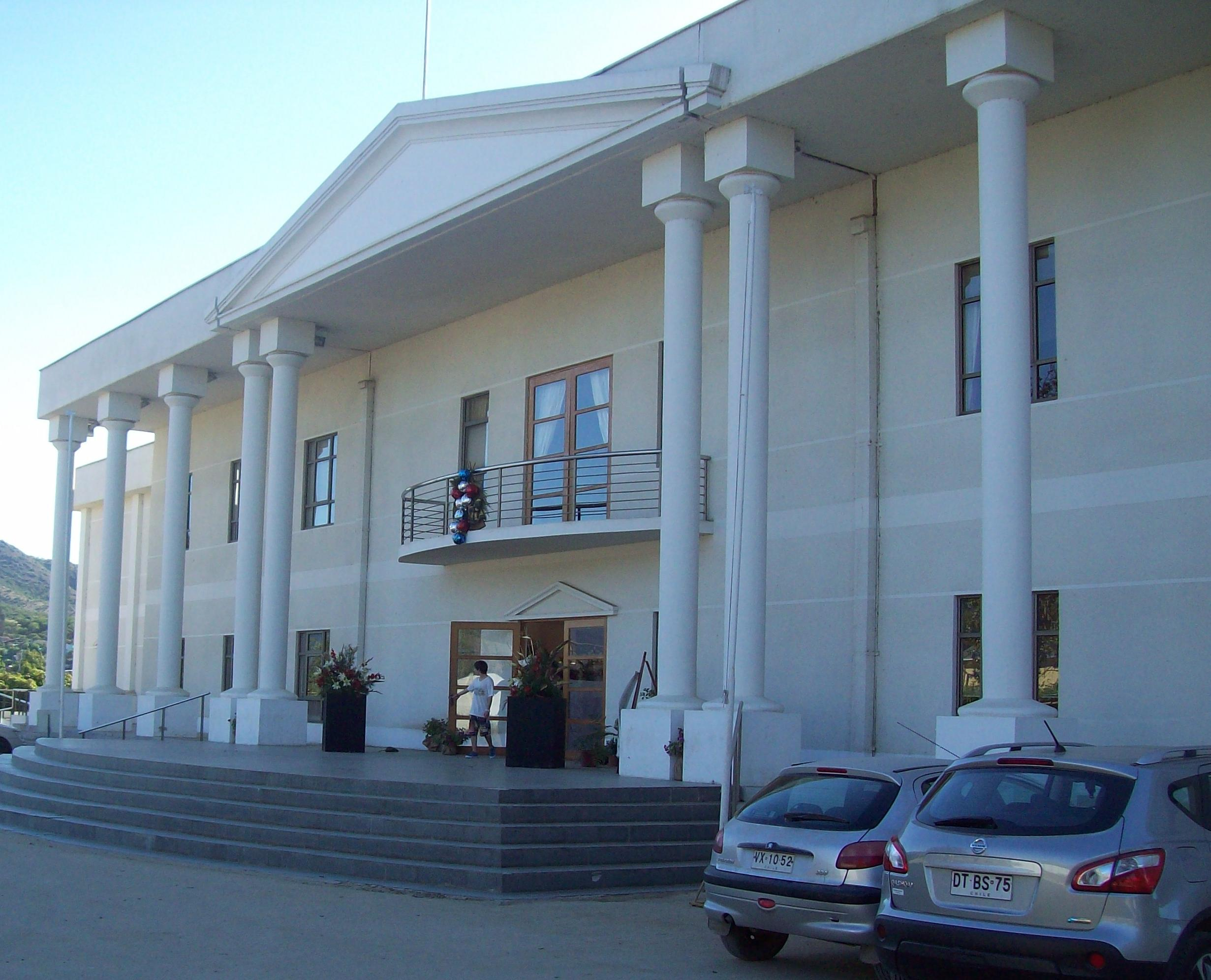
Municipio

Limache appartiene al Distretto elettorale N°12 e alla V Circoscrizione Senatoriale (Valparaíso Cordillera). È rappresentata nella Camera dei Deputati del Congresso nazionale per i deputati Marcelo Shilling (PS) e Arturo Squella (UDI). Anche è rappresentata nel Senato per i senatori Ignacio Walker (DC), e Lily Pérez (RN).
L'illustre Municipalità è guidata dal sindaco Daniel Morales.

## Società

### Evoluzione demografica
| Censimento del 1992 | Censimento del 2002 |
| 34.839 ab.          | 39.219 ab.          |

Secondo i dati raccolti nel Censimento Nazionale di Statistica, il comune ha una superficie di 294 km² e una popolazione di 39.219 abitanti, 19.950 dei quali sono donne e 19.269 uomini.

## Economia

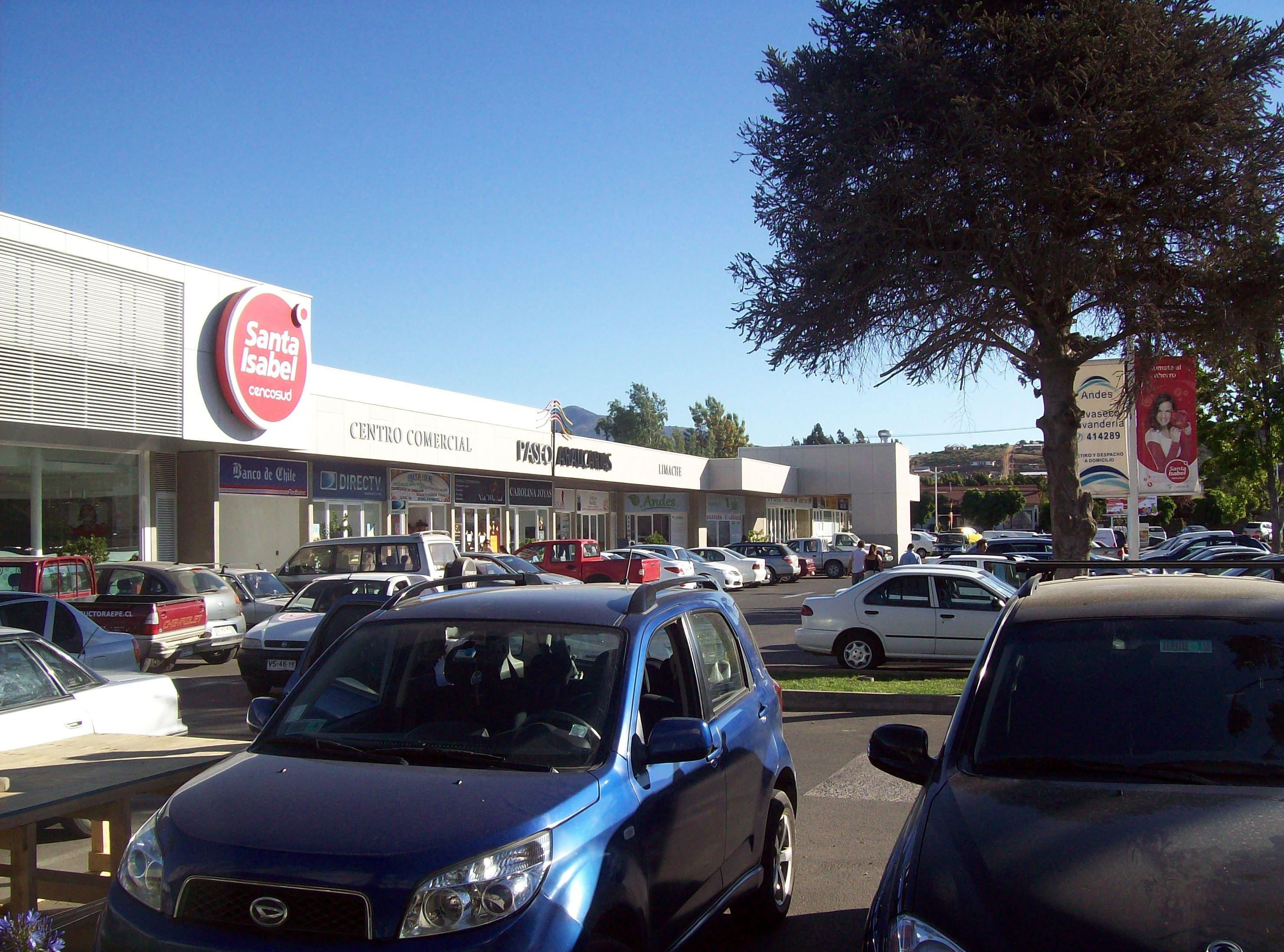
Paseo Las Araucarias

Il commercio della città si concentra intorno alla stazione, la Viale Urmeneta, le vie Serrano, Prat e Riquelme (in San Francisco di Limache) e intorno alle Viale Republica e Palmira Romano e la via Echaurren (nel'area di Limache Viejo)
Anche Limache è caratterizzata per la produzione agricola basata sulla coltivazione di pomodori.